# 周偉 (弘治進士)
周偉（1463年—？），字士元，湖廣岳州府澧州人，軍籍，明朝政治人物。

## 生平
弘治二年（1489年）己酉科湖廣鄉試第三名舉人。弘治三年（1490年）中式庚戌科會試第二百二十四名，三甲第一百一十四名進士。

## 家族
曾祖周宗禮；祖父周楫；父周祺，母于氏。具庆下。